# Gourlayocoris mirabilis
Gourlayocoris mirabilis är en insektsart som först beskrevs av Edward S. Gourlay 1952.  Gourlayocoris mirabilis ingår i släktet Gourlayocoris och familjen Enicocephalidae. Inga underarter finns listade i Catalogue of Life.